# 石崎汽船

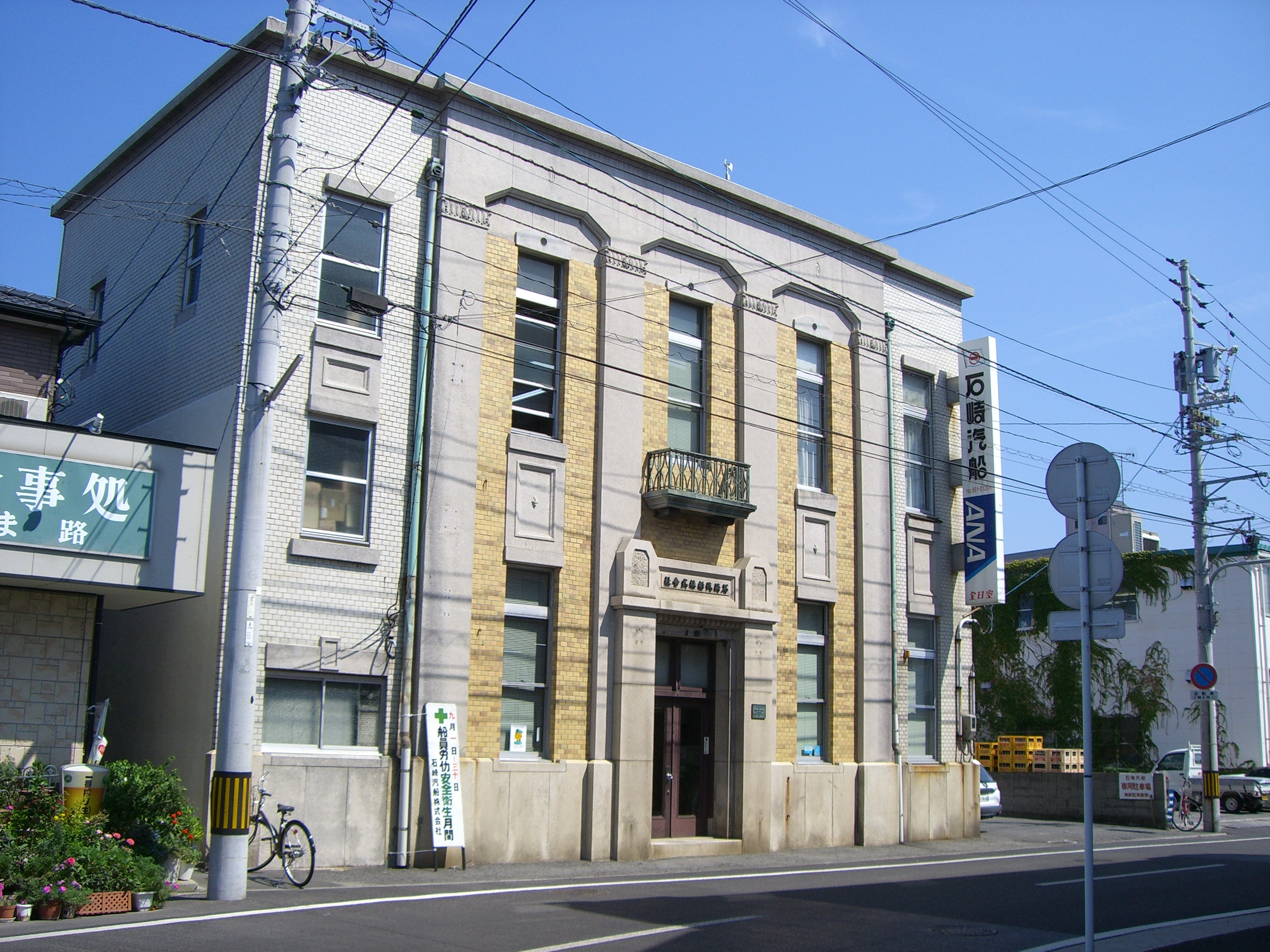
国の登録有形文化財である旧本社の建物（木子七郎設計）

石崎汽船株式会社（いしざききせん）は、愛媛県松山市に本社を置く海運会社である。
創業150年を超える老舗の旅客船事業者であり、伊予鉄グループの関連会社である。

## 沿革
- 1862年（文久02年） - 新浜村（現：松山市高浜）の庄兵衛が廻船業を興す[1]。
- 1864年（元治元年） - 庄兵衛が死去するが、以後の後継ぎも「庄兵衛」を名乗る。
- 1869年（明治02年） - 庄兵衛（創始者の孫にあたる）が「石﨑庄兵衛」を名乗り始める。
- 1873年（明治06年）6月 - 外輪船「天貴丸」を輸入し、愛媛県内で旅客船営業を始める[2]。
- 1890年（明治23年）11月 - 三津浜〜広島間　定期航路開始。
- 1891年（明治24年）2月 - 徳山の船会社から「第一相生丸」を購入する。以後、購入・建造する船は「第○相生丸」と命名されるようになる。
- 1903年（明治36年）8月 - 三津浜 - 尾道航路開設。
- 1918年（大正07年）
  - 5月5日 - 白石ノ鼻沖で第四相生丸が沈没、修学旅行帰りの小学生ら50名死亡[3][4]。
  - 8月3日 - 石崎汽船株式会社設立[5]。
- 1924年（大正13年）12月 - 石崎汽船旧本社屋落成。
- 1943年（昭和18年）6月 - 戦時徴用中の第十相生丸がマニラ港外で座礁し、そのまま放棄[6]。
- 1944年（昭和19年）10月 -  松山 - 尾道航路休止（燃料不足のため）[7]。
- 1945年（昭和20年）4月 - 石炭輸送中の第十一相生丸が福岡県恒見沖で触雷沈没[6]。
- 1946年（昭和21年） - 第十二相生丸と第十六相生丸が占領軍に徴用される[8]。
- 1948年（昭和23年）7月 - 松山 - 尾道航路再開[9]。
- 1965年（昭和40年）5月 - 松山 - 広島航路にフェリー導入。
- 1966年（昭和41年）8月 - 松山 - 広島航路に水中翼船導入。
- 1969年（昭和44年）5月 - 松山 - 尾道航路に水中翼船を導入。9月、伊予鉄道と近畿日本鉄道（いずれも当時の社名）が資本参加（2005年に近鉄グループを離脱[10]）。
- 1971年（昭和46年）3月5日 - 松山 - 尾道航路に高速船を導入（四国内と本州の鉄道との連絡航路として利用された）。
- 1975年（昭和50年）5月 - 松山 - 三原航路を開設（瀬戸内海汽船・昭和海運との共同運航）。山陽新幹線との連絡航路として利用された。
- 1979年（昭和54年）11月27日 - 松山 - 尾道航路に就航していた高速船を水中翼船に置き換え。
- 1988年（昭和63年）6月15日 - 松山 - 三原航路が、瀬戸大橋開通による航路再編に伴い廃止[11]。
- 1993年（平成05年）12月25日 - 松山 - 広島航路に就航していた水中翼船を、高速船「スーパージェット」に置き換え。
- 1998年（平成10年）3月 - 松山 - 門司（北九州市）航路に「スーパージェット」の大型タイプである「シーマックス」を導入・就航。
- 1999年（平成11年） - 松山 - 尾道航路が、しまなみ海道開通による航路再編に伴い廃止されたほか、松山 - 広島航路を縮小する。
- 2001年（平成13年）4月24日 - 本社の建物が登録有形文化財に登録[12]。
- 2004年（平成16年）
  - 2月 - 「シーマックス」（松山 - 門司）の下関港寄港を開始する（2006年5月以降は休止）。
  - 4月27日 - 中島町営汽船の経営を引き継ぎ、傘下に中島汽船株式会社[13]を設立。
  - 10月1日 - 中島汽船営業開始。
- 2008年（平成20年）
  - 1月15日 - 「シーマックス」（松山 - 門司）廃止。
  - 3月10日 - 松山 - 呉 - 広島の「スーパージェット」が、1日15往復から14往復に減便（フェリー便は現状維持）。
- 2009年（平成21年）10月31日 - 瀬戸内海汽船とともにICい〜カードとPASPYを導入、供用開始。ICOCAの共通利用も開始。
- 2013年（平成25年）
  - 1月 - 松山・小倉フェリー株式会社設立。
  - 4月1日 - フェリーさんふらわあから松山 - 小倉航路を承継[14]。
  - 7月 - 本社が松山市三津1丁目から同市高浜町5丁目松山観光港ターミナルへ移転。
- 2019年（令和元年）10月11日 - 3代目旭洋丸就航[15]。
- 2020年（令和2年）8月1日 - 2代目翔洋丸就航[16]。
- 2024年（令和6年）2月1日 - 高速船の新造を発表。[17][18]

## 歴代社長
- 初代 石崎兵太郎（1918年 - 1931年）[19]
- 2代 石崎仙太郎（1931年 - 1975年）
- 3代 石崎洋一郎（1975年 - 1989年）
- 4代 武井正（1989年 - 1995年）
- 5代 一色昭造（1995年 - 2015年）
- 6代 清水 一郎（2015年 - ）[20]

## 航路

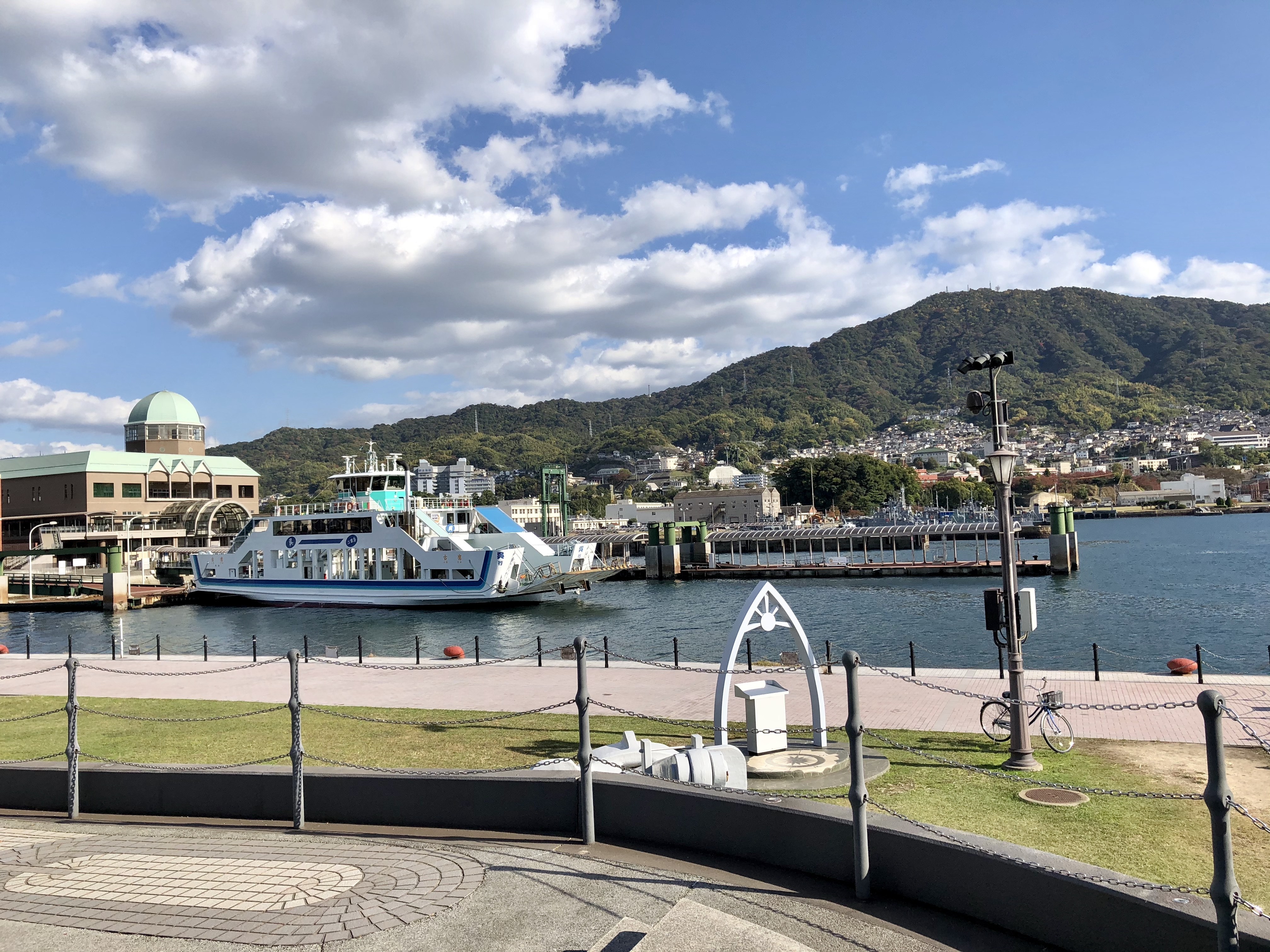
呉港中央桟橋

- 松山観光港 - 呉港 - 広島港

高速船「スーパージェット」およびクルーズフェリーを瀬戸内海汽船と共同運航。

### 廃止航路
- 松山港 - 尾道港（1903年 - 1999年）

しまなみ海道の開通により航路廃止、年間利用者数5万人（1995年）。
- 松山港 - 三原港（1975年 - 1988年[11]）

瀬戸大橋の開通により航路廃止、年間利用者数13万人（1985年）。
- 松山観光港 - 門司港（1998年 - 2008年）

高速船「シーマックス」。

## 船舶

### 就航中の船舶

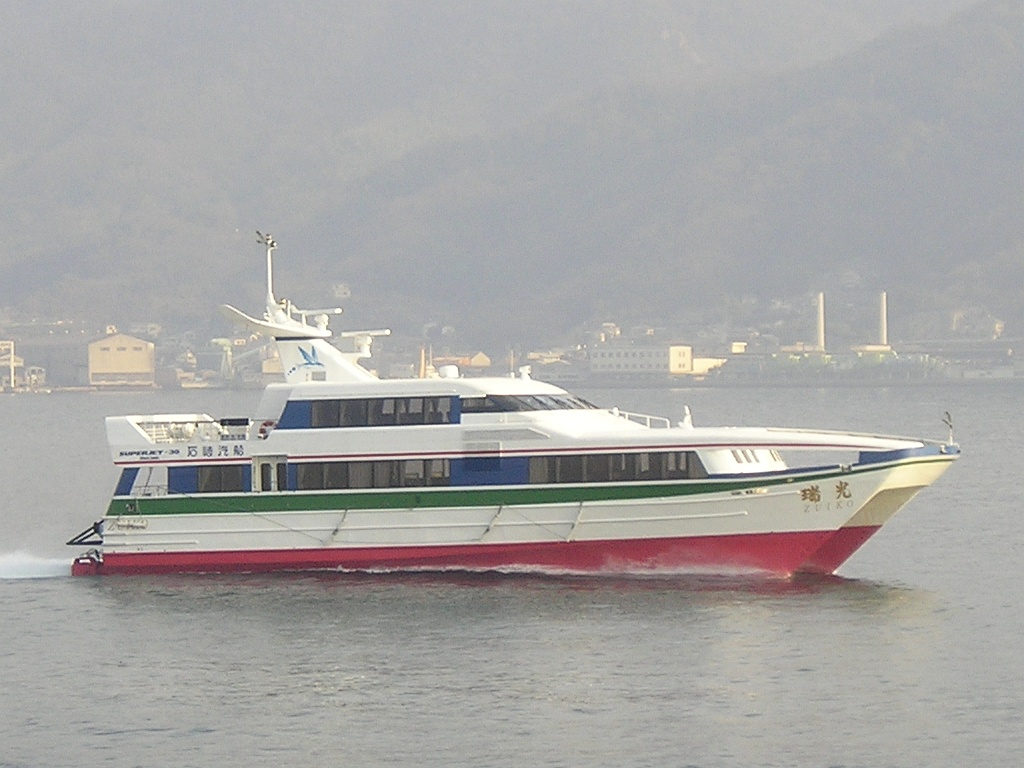
高速船「瑞光」（呉港）

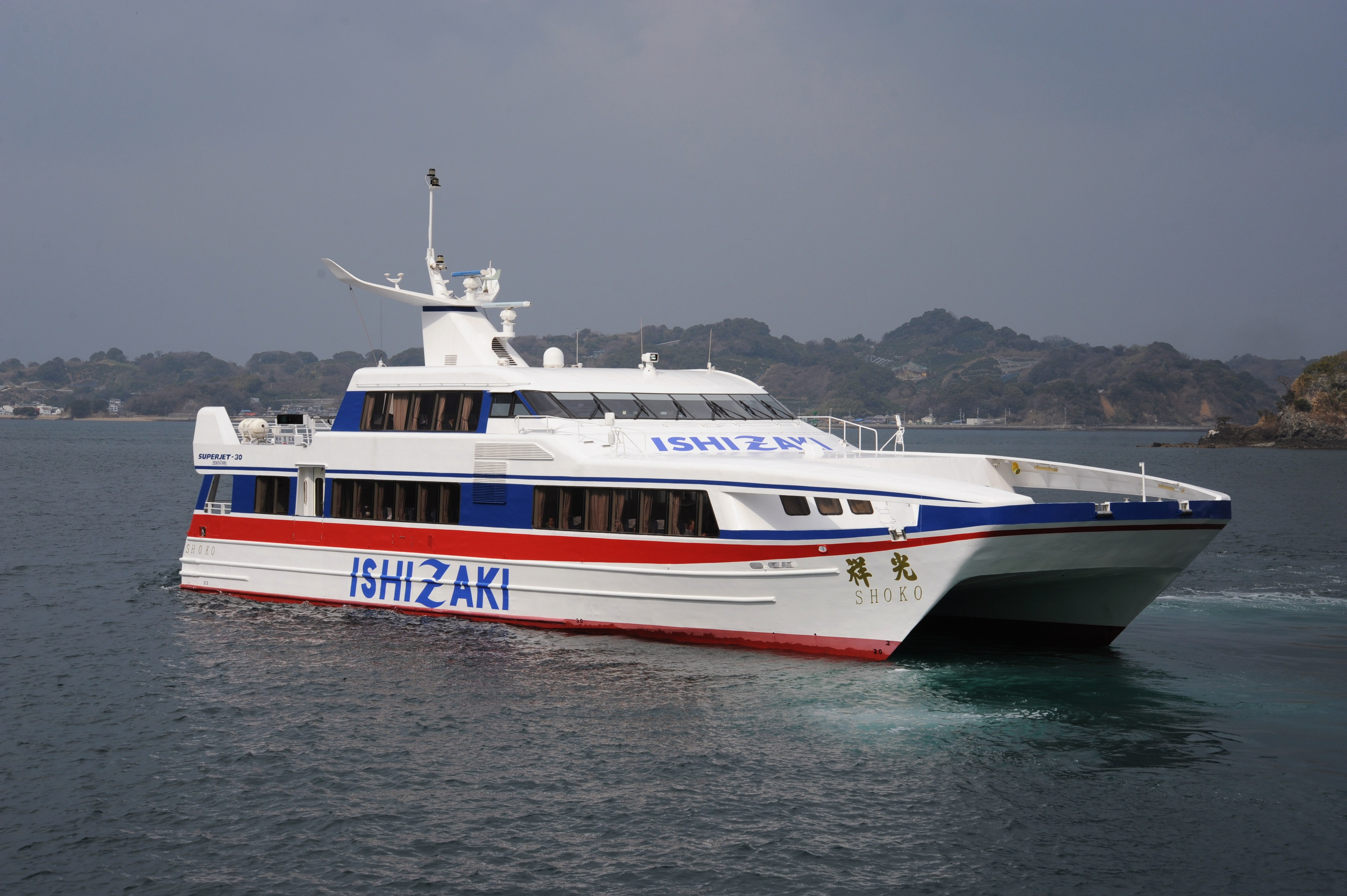
高速船「祥光」（松山観光港）

フェリー
- 旭洋丸 (3代)

2019年（令和元年）7月5日進水、同年9月26日竣工、同年10月11日就航、内海造船瀬戸田工場建造
875総トン、全長62.2m、幅13.0m、深さ9.10m、ディーゼル×2基、出力2,600PS、航海速力14.8ノット、旅客定員300名、乗用車33台または12ｍトラック6台、15mトラック2台
- 翔洋丸 (2代)

2020年3月26日進水、同年7月15日竣工、同年8月1日就航、内海造船瀬戸田工場建造
871総トン、全長62.6ｍ、幅13.0ｍ、深さ9.1ｍ、ディーゼル×2基、出力2,400PS、航海速力14.8ノット、船客定員300名、乗用車33台または12ｍトラック6台、15ｍトラック2台
高速船
- 瑞光（スーパージェット30）

1993年（平成5年）12月25日就航、日立造船神奈川工場建造
189総トン、全長33.8m、幅9.8m、深さ3.5m、ディーゼル×2基、出力5,000PS、航海速力32.0ノット、旅客定員156名
- 祥光（スーパージェット30）

1994年4月25日就航、日立造船神奈川工場建造
189総トン、全長33.8m、幅9.8m、深さ3.5m、ディーゼル×2基、出力5,000PS、航海速力32.0ノット、旅客定員156名

### 過去の船舶
客船
- 第三相生丸

95.75総トン、全長28.76m
- 第四相生丸

161総トン、1903年（明治36年）進水
- 第五相生丸

99.99総トン、全長28.12m
- 第六相生丸

119.02総トン、全長31.27m
- 第七相生丸

112.26総トン、全長28.55m
- 第八相生丸

1919年（大正8年）進水、石崎汽船造船部建造
121.88総トン
- 第十相生丸

1921年進水、向島船渠建造
207.82総トン
- 第十一相生丸

1922年進水、向島船渠建造
208.22総トン
- 第十二相生丸

1922年進水、向島船渠建造
290.04総トン
- 第十五相生丸

1924年進水、三菱造船（長崎）建造
325総トン
- 第十六相生丸

1938年（昭和13年）購入
90.14総トン
- 第十七相生丸
- 第十八相生丸

1957年進水、波止浜造船建造
336総トン
- 春洋丸

1962年進水、波止浜造船建造
297総トン
- 錦洋丸

1964年進水、波止浜造船建造
251総トン
フェリー
- 旭洋丸 (初代)

1965年進水、神田造船所建造、1983年9月海外売船
494総トン
- 観洋丸

1968年進水、同年7月就航、神田造船所建造、1988年6月解体、旭洋丸(初代)の同型船
496.15総トン、全長44.6m、幅11.06m、深さ3.6m、ディーゼル2基、出力1,700PS、航海速力13.8ノット、旅客定員450名、トラック12台
- 恵洋丸

1973年6月竣工、同年7月就航、中村造船建造、1990年6月海外売船
652.88総トン、全長48.7m、幅11m、深さ3.8m、ディーゼル2基、出力2,000PS、航海速力13.99ノット、旅客定員305名、乗用車6台、トラック12台
- 晴洋丸

1983年9月竣工、就航、神田造船所建造、1999年海外売船
699総トン、全長48.3m、幅11.6m、深さ3.8m、ディーゼル2基、出力2,000PS、航海速力13.86ノット、旅客定員370名、乗用車6台、トラック12台
- 旭洋丸 (2代)

1987年6月竣工、神田造船所川尻工場建造
696総トン、全長55.9m、幅13.1m、深さ3.35m、ディーゼル×2基、出力2,600PS、航海速力14.5ノット、旅客定員400名、乗用車40台
- 翔洋丸 (初代)

1990年7月竣工、神田造船所川尻工場建造
696総トン、全長55.9m、幅13.1m、深さ3.35m、ディーゼル×2基、出力2,600PS、航海速力14.5ノット、旅客定員400名、乗用車40台

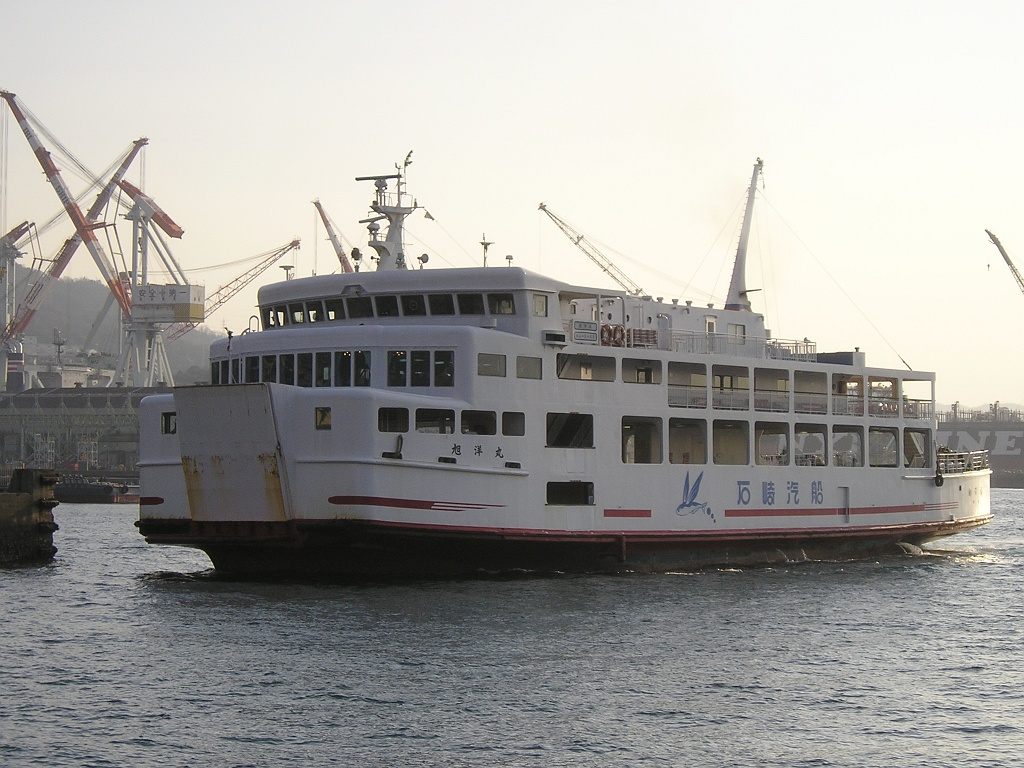
フェリー「旭洋丸」(2代)（呉港）
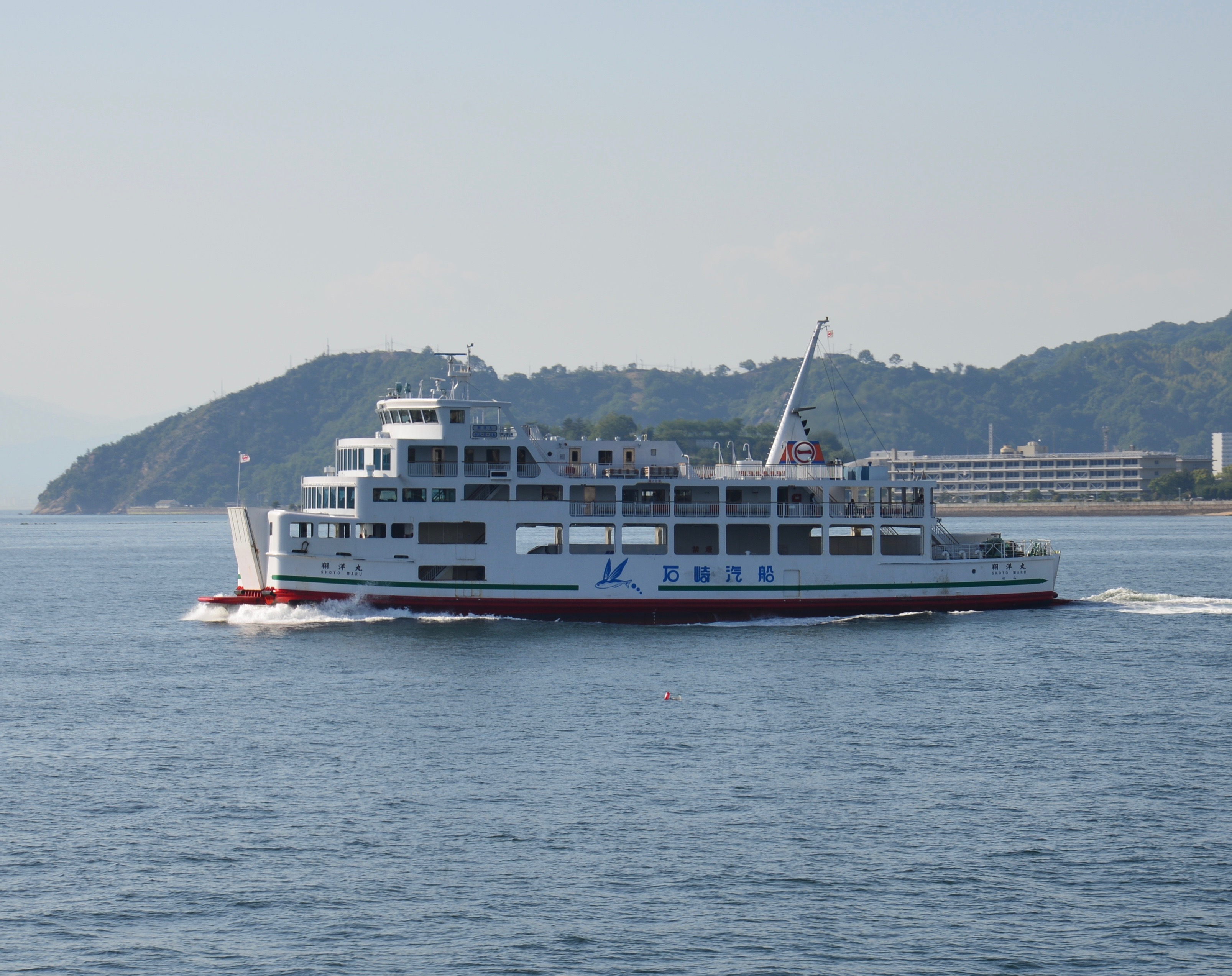
フェリー「翔洋丸」(初代)（呉港）

水中翼船
- 金星（PT-20）

1966年竣工、日立造船神奈川工場建造、1997年12月引退、大和ミュージアムで屋外保存されていたが、2014年に撤去、解体された。
63.75総トン、最大速力37.0ノット、旅客定員72名
- 明星（PT-20）

1970年竣工、日立造船神奈川工場建造、1999年5月9日引退
62.87総トン、最大速力37.1ノット、旅客定員66名
- 隆星（PT-20）

1981年竣工、日立造船神奈川工場建造
56.75総トン、最大速力36.9ノット、旅客定員69名
- 歓星（PT-20）

61.67総トン、旅客定員69名
- 彩星（PT-50）

129.80総トン、全長27.54m、幅5.84m、深さ3.56m、航海速力35.0ノット、旅客定員126名
- 光星（PT-50）

131.86総トン、航海速力35.0ノット、旅客定員125名
- 春星（PT-50）

129.36総トン、航海速力35.0ノット、旅客定員123名
高速船
- 晴光

1971年竣工、三保造船所建造
68.5総トン、全長20.4m、幅4.6m、旅客定員70名
- シーマックス（スーパージェット40）

1998年2月27日竣工、同年3月就航、日立造船神奈川工場建造、2008年1月15日引退
284総トン、全長39.5m、幅11.4m、深さ3.7m、喫水1.85m、高速ディーゼル×4基、ウォータージェット×2基、最大速力45.18ノット、旅客定員200名

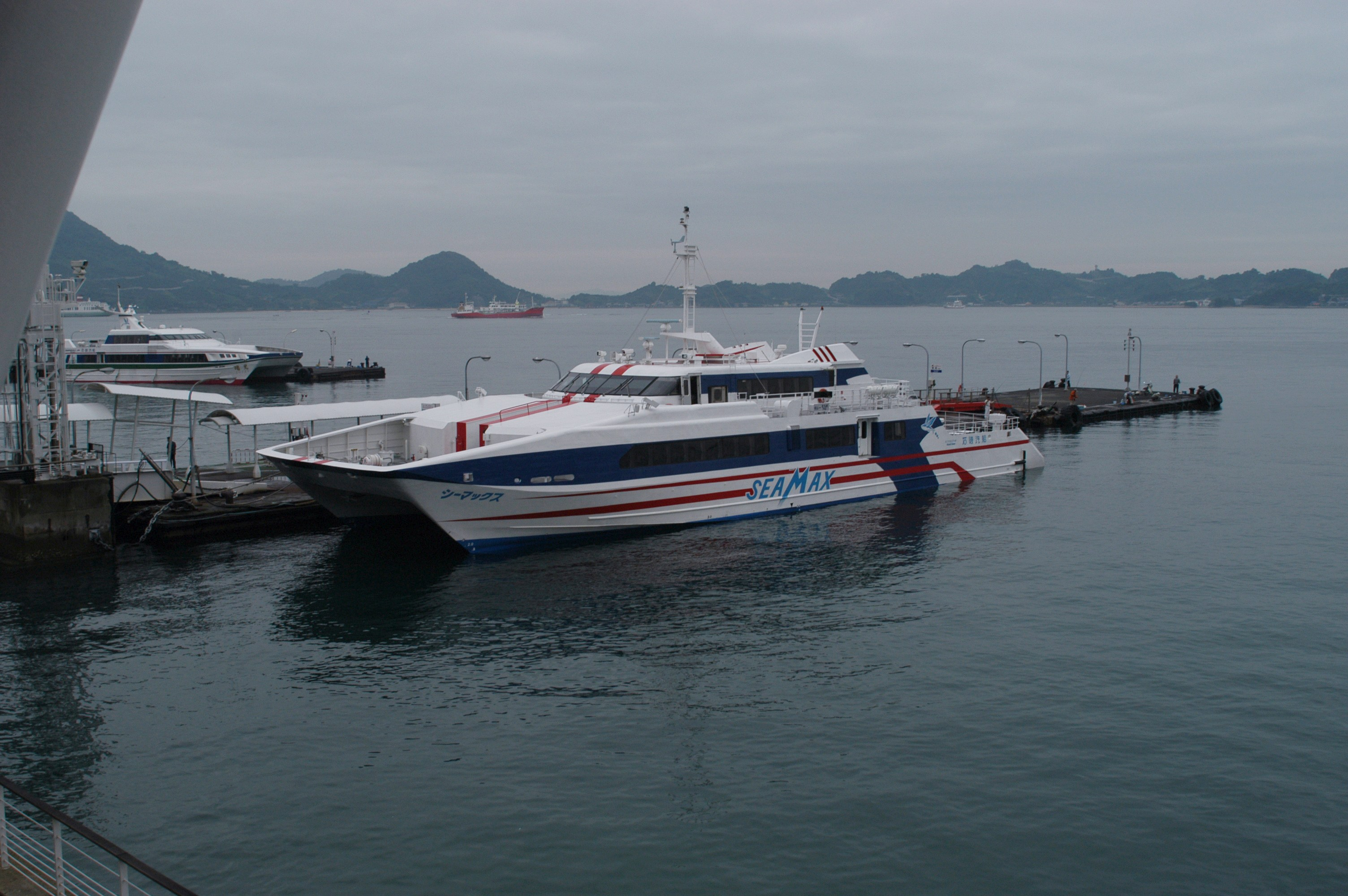
高速船「シーマックス」(松山観光港)